# ویندوز ۲٫۰

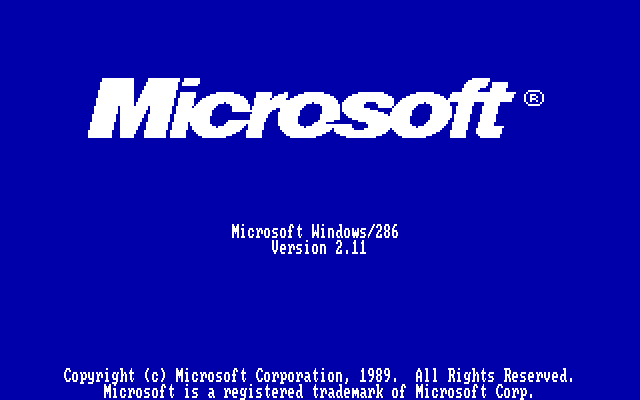
نمایی از بوت ویندوز 2.11

ویندوز ۲.۰ (به انگلیسی: Windows 2.0) یک محیط عامل گرافیگی ۱۶ بیتی، توسعه یافته توسط مایکروسافت می‌باشد. این نسخه در تاریخ ۹ دسامبر ۱۹۸۷ جایگزین ویندوز ۱.۰ شد. با وجود اینکه ویندوز ۳.۰ در سال ۱۹۹۰ منتشر شد اما مایکروسافت تا تاریخ ۳۱ دسامبر ۲۰۰۱( ۲۳ سال) از این نسخه پشتیبانی کرد.